# Jean-Luc Tavernier
Pour les articles homonymes, voir Tavernier.
Jean-Luc Tavernier, né  le 17 septembre 1961, est un économiste, inspecteur général des finances français. Il a été directeur de l’École nationale de la statistique et de l'administration économique (l'ENSAE) et directeur du cabinet d'Éric Woerth au ministère du Budget. Il a exercé les fonctions de directeur général de l'Institut national de la statistique et des études économiques (Insee) de mars 2012 à juin 2025.

## Biographie
Jean-Luc Tavernier est né en Lorraine, où ses parents étaient pharmaciens dans un petit village.

### Formation
Jean-Luc Tavernier est admis à l’École polytechnique, en 1980 puis à l’ENSAE en 1983, dont il sort diplômé en 1985.

### Carrière administrative
Admis au corps des administrateurs de l’Insee en 1983, il rejoint, à la sortie de l’ENSAE, la direction de la Prévision du ministère de l'Économie, où il est successivement chargé d'études sur le commerce extérieur au « bureau de l'extérieur » de 1985 à 1988, puis adjoint au chef du « bureau des projections économiques d'ensemble » de 1988 à 1991, chef du bureau de la politique économique de 1991 à 1993 et chef du bureau des projections économiques d’ensemble de 1993 à 1995.
Il cumule ses fonctions à la direction de la Prévision avec l’enseignement : il est maître de conférences d’économie à l’École nationale d’administration de 1992 à 1995 et enseignant de politique économique à l’ESSEC  de 1994 à 1996. En 1995, il devient directeur de l’ENSAE où il assure un cours de « pratique de l’analyse économique » de 1997 à 2001. Il est également conseiller du ministre du Travail et des Affaires sociales et du secrétaire d'État à la Santé et à la Sécurité sociale, chargé des comptes sociaux et de la loi de financement de la sécurité sociale de 1995 à 1997.
En 1997, il retourne à la direction de la Prévision où il devient sous-directeur, responsable de la sous-direction chargée des finances publiques et du marché du travail jusqu’en 2001.
En 2001-2002, il rejoint l’Insee en tant que directeur des études et synthèses économiques.
Il retourne ensuite au ministère de l’Économie, des Finances et de l’Industrie où il est directeur de la Prévision et de l’Analyse économique de juillet 2002 à novembre 2004, puis, en novembre 2004, directeur des politiques économiques à la direction générale du Trésor et de la Politique économique. Il participe à la préparation du rapport sur la compétitivité publié par le Conseil d’analyse économique en 2003.
En juin 2005, il devient directeur général de l'Agence centrale des organismes de sécurité sociale (l'ACOSS), puis, en octobre 2005, vice-président du Conseil d'orientation pour l'emploi pendant deux ans.

### Carrière politico-administrative
Il contribue à la préparation du programme économique du candidat Sarkozy en 2007. De 2007 à 2009, il est directeur du cabinet d'Éric Woerth au ministère du Budget. De 2010 à février 2012, il est l’adjoint de René Ricol au Commissariat général à l'investissement,. Il est membre du conseil d’administration de Pôle emploi à partir de janvier 2012. Il est également membre de droit du Haut Conseil des finances publiques depuis le 16 mars 2013.

### Directeur de l'Insee
Le 5 mars 2012, il prend la succession de Jean-Philippe Cotis comme directeur général de l’Insee. À cette occasion, certains observateurs ont exprimé des préoccupations quant à l'indépendance de l'Insee compte tenu de son activité passée en cabinet ministériel. Selon la journaliste Claire Guélaud, « Bien qu'ayant fait partie à deux reprises du cabinet sous la droite, M. Tavernier est de ces hauts fonctionnaires dont la qualité professionnelle, l'intégrité intellectuelle et le sens de l'État sont reconnues par la gauche ». Jean-Marie Spaeth, ancien secrétaire national confédéral la CFDT et ancien président de la CNAMTS, reconnaît son « honnêteté intellectuelle » : « Il a été de tous les combats d'analyse économique rigoureuse », et apprécie « un raisonnement carré et une analyse qui ne se modifie pas au gré des politiques qu'il a en face de lui ».
Fabrice Lenglart lui succède le 30 juin 2025.